# 越南戰爭 (1945年—1946年)
越南戰爭（法語：guerre au Vietnam），英國稱為支配行動（英語：Operation Masterdom），越南稱為南部抗戰，是第二次世界大戰日本投降後在越南發生的戰爭，由英属印度、法國的特遣隊和日本南方軍的部隊對抗越南獨立同盟會，其目的是爭奪越南的控制權。

## 傷亡人數
根據官方統計，英國有介入的第一次越南戰爭之傷亡人數為：40名大英及印度士兵，法國及日本傷亡人數略多於此，越盟死傷人數估計為2700人，其中約有600人死於英國士兵之手，其餘則是被法國及日本士兵殺死。非官方的統計數字或許會較多，但考慮到越盟的統計方法，正確的數字應該永遠無法得知了。

## 重要性
1946年3月至7月，越盟開始有计划地开始处决越南民族主义团体的领导人和成员，正如隶属于胡志明的中尉黎笋所说，这是“消灭反动派”，目标是消灭所有被认为对越南共产党有危险的人，从1946年到1948年，成千上万的民族主义者、天主教徒和其他人被屠杀。
5月至12月间，胡志明在法国呆了4个月，试图就越南的完全独立和统一进行谈判，但未能获得法国的任何保证。在与越共发生一系列暴力冲突后，法国军队轰炸海防并占领河内，迫使越共军队撤退到丛林中。1946年12月19日，三万越共在越南政府军的领导下，在河内发动了一场针对法国军队的民族抗战。